# Sarcotretes scopeli
Sarcotretes scopeli är en kräftdjursart som beskrevs av Jungersen 1911. Sarcotretes scopeli ingår i släktet Sarcotretes och familjen Pennellidae. Arten har ej påträffats i Sverige. Inga underarter finns listade i Catalogue of Life.